# 讃岐丸 (宇高連絡船・2代)
讃岐丸（さぬきまる）は、日本国有鉄道四国総局宇高船舶管理部（宇高航路）に在籍した客載車両渡船である。信号符字はJG3385。同名を持つ宇高連絡船用船舶としては2隻目である。

## 概要
老朽化により1974年（昭和49年）6月に退役した車両渡船第三宇高丸の代替として、当時まだ増加傾向にあった旅客需要にも対応するため、阿波丸建造から約7年の空白を置いて建造された伊予丸型第4船。日立造船で設計、内海造船瀬戸田工場で建造、1974年6月28日に竣工し、7月20日に就航した。
船の大きさや客室の一般配置は伊予丸、土佐丸、阿波丸の前3隻に準じたが、グリーン船室乗船口の廃止や主機の変更とマルチプルエンジン化、バウスラスター出力増強、船員居室の配置変更など随所に大幅な仕様の変更が見られた（後述）。
当初の塗色は小豆島のオリーブをモチーフにしたピーコックグリーンであったが、本船のみ帯状に塗り分けられていた。
1987年（昭和62年）の国鉄分割民営化にあたっては、四国旅客鉄道（JR四国）に継承された。1988年（昭和63年）4月の瀬戸大橋線開通による宇高航路普通便の廃止前の同年3月19日から内海造船瀬戸田にて、船首部客室窓の大型化や客室屋根の展望デッキ化など、JR四国の観光船とするための大幅な改造工事を行った。
船体塗色はピーコックグリーンからJR四国のコーポレートカラーである水色に変更されて観光船として営業していたが、1996年（平成8年）11月24日に退役した。インドネシアのDharma Lautan Utama社に売却され、現在はカーフェリーに改装されて「Dharma Kencana I」として就航している。

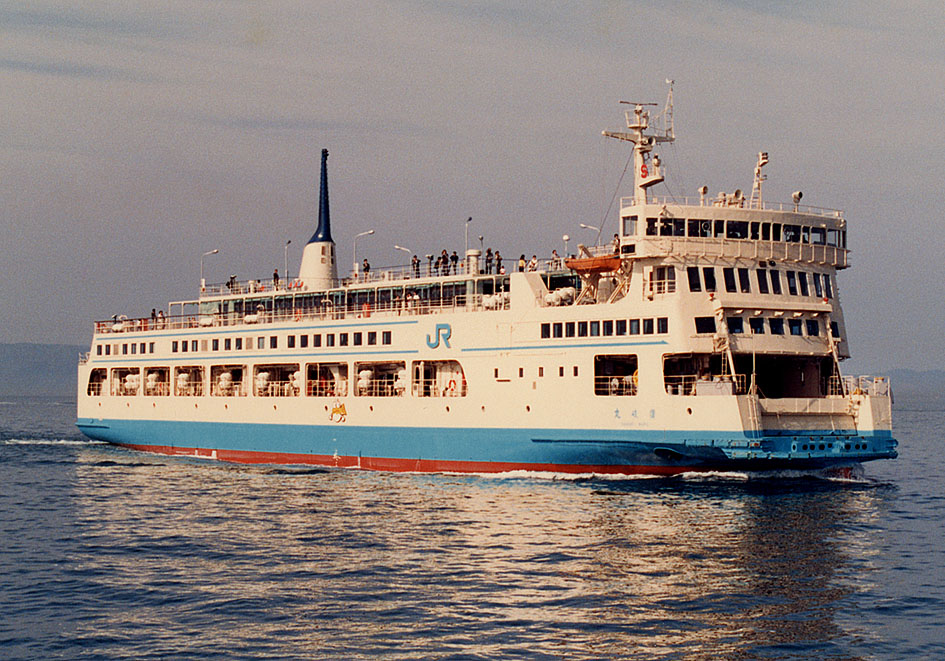
JR四国 観光船 讃岐丸
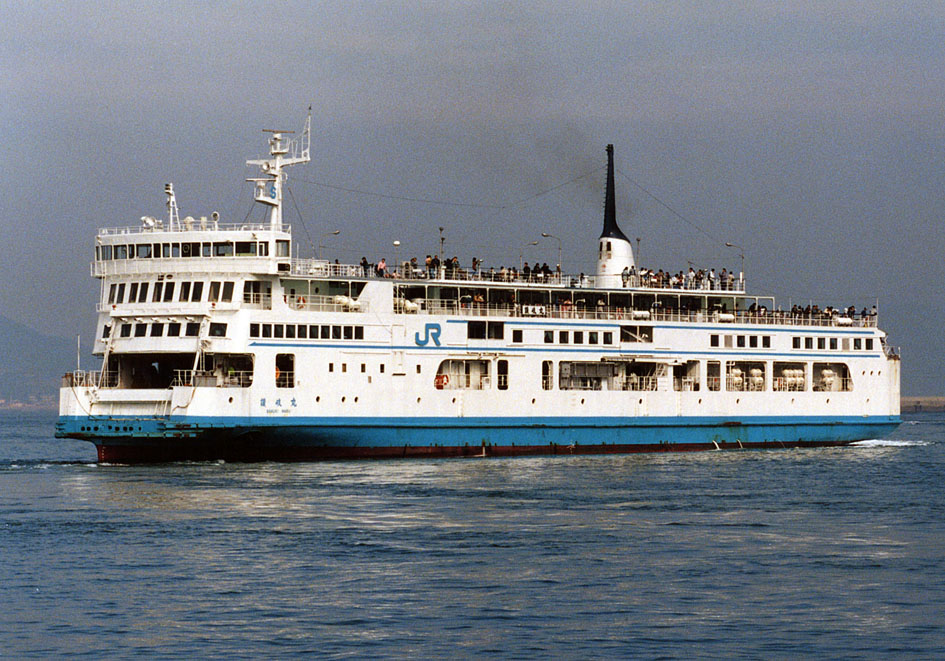
JR四国 観光船 讃岐丸 引退前

## 「伊予丸型」前3隻からの主な変更点
狭隘な港内における良好な操縦性確保と、潮流の速い海域における安定した針路維持を両立させるため、船首を横方向へ振るバウスラスターと、主軸回転数一定のまま操舵室からの翼角の遠隔操作のみで前後進、速力調節が迅速にできる可変ピッチプロペラを2基装備し、各プロペラ直後に舵を配置する2枚舵を採用したのは伊予丸型前3隻と同様であった。
しかし、前3隻では出力2310馬力の主機械2台、2軸で、主機械と主軸の間には流体継手付減速機を介していた。本船では主機械には毎分750回転で連続最大1340馬力のダイハツ6DSM-26型立形4サイクルディーゼル機関を4台搭載し、2台で1軸を駆動するマルチプルエンジンとし、湿式油圧多板クラッチ付き減速機を介して、主軸を毎分250回転させた。このため、主機械3台運転でもほぼ定時運航でき、運航中の機関整備が可能となった。
このマルチプルエンジン化や、その他の機関室機器類の変更などで機関室の配置が前3隻と異なっていたが、左舷減速機には主軸駆動発電機（353kVA)がつながり、主発電機(800kVA×2)のバックアップと、バウスラスター（350馬力）の電源とした点については前3隻と同様であった。また、前3隻では、2本の主軸が船尾方向へ行くほど間隔が広がるハの字型の配置であったが、本船では平行に改められた。
機関室では一部の水密隔壁位置の約70cmの移動と、エンジンのマルチプル化、主機械、減速機の変更、前3船では船の軸線と並行でない「ハ」の字配置であった主軸軸線を船の軸線と並行に改めるなど、大幅に見直されており、前3船と共通性のある主要機器は主発電機、主軸駆動発電機、ヒーリングポンプ程度であった。外観および客室配置が前3船と類似であったため、国鉄も、建造した日立造船、内海造船も、本船は“基本的には伊予丸型であるが、前3隻の就航実績、および時代の進歩を反映して、種々の改善がほどこされた”としていたが、前3船との変化点が多いことから、現場では前3船と区別されることが多かった。
客室配置は伊予丸型の他船とほぼ同様で、車両甲板の天井にあたる客室甲板とその上の遊歩甲板に客室が配置され、客室甲板では船首側の3分の1がグリーン船室で2人掛けリクライニングシートが並び、大きな窓を配置して前面展望を確保した。中央部の3分の1と船尾側の3分の1の2部屋は普通船室で、リクライニングしない2人掛けシートが中央部では前向きに、船尾側では後ろ向きに設置されていた。
遊歩甲板には、周囲を大型ガラス窓で囲った展望室があり、船首側3分の1はソファーのあるグリーンスペース、船尾側3分の2はベンチを置いた普通スペースで、喫茶コーナーを兼ねた売店も設置されていた。両舷側には廊下状の遊歩甲板、船尾部は露天甲板となっており、立ち食いのうどん屋があった。

## 改装後プロフィール
- 総トン数：3084.43トン
- 全長：89.41m
- 全幅：15.8m
- 定員：
  - 普通船室1480名、グリーン室20名（航行区域 平水1.5時間未満）
  - 普通船室680名、グリーン室20名（航行区域 平水6時間以上）
- 航海速力：15.25kt[9]。